# Max Boyes
Max Granville Boyes (* 6. Mai 1934 in Lincoln; † 2. Mai 2022) war ein britischer Leichtathlet.

## Werdegang
Max Boyes wurde 1960 britischer Meister über 400 m Hürden. Bei den Olympischen Spielen 1960 in Rom schied er im Wettkampf über 400 m Hürden bereits im Vorlauf aus.
Max Boyes starb am 2. Mai 2022 im Alter von 87 Jahren.